# William Alexander (Maler, 1915)
William „Bill“ Alexander (* 2. April 1915 in Berlin als Wilhelm Alexander; † 24. Januar 1997 in Port Alberni, Kanada) war ein deutscher Maler. Er war der Erfinder der Alexander-Maltechnik, mit der man komplexe Ölgemälde innerhalb kürzester Zeit erstellen kann. 1974 gelang ihm der Durchbruch als Begründer und Moderator der Reihe The Magic of Oil Painting, die von PBS in den USA ausgestrahlt wurde.

## Leben
William Alexander wurde 1915 in Berlin geboren, nachdem seine Familie im Ersten Weltkrieg aus Ostpreußen geflohen war. Nach dem Krieg kehrte die Familie in das ostpreußische Rautenberg zurück. Seine Mutter Ida Pausania starb an Tuberkulose, als er 14 Jahre alt war. Mit 16 absolvierte er eine Lehre zum Sattler und Polsterer. 1935 heiratete er, und zwei Jahre später wurde eine Tochter geboren.
Im Zweiten Weltkrieg wurde er zur Wehrmacht eingezogen und diente im Rang eines Oberfeldwebels an der Ost- und Westfront. Im November 1944 geriet er im französischen Niedernai in amerikanische Kriegsgefangenschaft. Er wurde in ein Kriegsgefangenenlager in der Nähe von Marseille interniert. Er arbeitete zunächst als Friseur und malte bald für die US-Soldaten Porträts, die diese in die Heimat als Geschenk schickten. Die US-Soldaten gaben ihm den Spitznamen „Bill“, den er zeit seines Lebens behielt.
Nach Ende seiner Kriegsgefangenschaft zog Alexander zunächst nach Gießen, wo er als ziviler Mitarbeiter für das US-Militär als Drucker arbeitete. 1951 emigrierte er nach Kanada und lebte zunächst in Halifax (Nova Scotia). Er arbeitete 20 Jahre lang in Kanada und den USA als fahrender Künstler, zog mit seinem VW-Bus durch das Land, und malte in Baumärkten und Shopping–Centern und gab Malunterricht. Nach der Trennung von seiner Ehefrau lebte er mit einer Freundin zusammen. Später gründeten sie eine Künstlerkolonie im kanadischen Aldergrove, in der sie im Sommer lebten und Malunterricht gaben. In den Wintermonaten zogen sie sich des Klimas wegen nach Los Angeles zurück, wo Alexander ebenfalls Malkurse anbot und aus seinem VW-Bus seine Bilder auf der Straße verkaufte.
In jahrelanger Arbeit entwickelte er die Alexander-Maltechnik, eine Ölmaltechnik, mit der man innerhalb kürzester Zeit komplette Ölgemälde erstellen kann. Ursprünglich ersann er diese Technik, um so schneller Ölbilder erstellen und verkaufen zu können. Schwerpunktmäßig erstellte er Landschaftsmalereien.
1974 gelang ihm der Durchbruch, nachdem er vom lokalen Sender KOCE-TV entdeckt wurde. In seiner TV-Show, The Magic of Oil Painting erstellte er innerhalb von 30 Minuten komplexe Ölgemälde. 1975 zog Alexander in das schwer zugängliche Powell River um, wo der leidenschaftliche Angler verstärkt Naturschutzprojekte finanzierte. So initiierte er beispielsweise eine Lachszucht, die jährlich bis zu 40.000 Jungfische in die Natur entließ und plante einen großen Vogelschutzpark. 1992 verließen William und seine Lebensgefährtin Powell River und zogen nach Port Alberni in British Columbia, wo er bis zu seinem Tod lebte. In seinen letzten Lebensjahren widmete sich Alexander neben der Landschaftsmalerei, für die er berühmt wurde, auch ernsthaften Themen. So griff er in seiner Meister-Serie schwerpunktmäßig sozialkritische Themen auf. Nach mehreren Herzinfarkten starb er im Januar 1997 in seinem Haus an einem Schlaganfall.

## The Magic of Oil Painting
Mit The Magic of Oil Painting (etwa: Die Magie der Ölmalerei), einem von ihm moderierten Fernsehmalkurs in 117 Teilen (9 Staffeln à 13 Folgen mit je ca. 27 Minuten Spielzeit), wurde Alexander populär. Die Sendungen wurden zwischen 1974 und 1982 ausgestrahlt. In jeder Sendung brachte er seine Motive – zumeist Landschaftsmalereien – mit Ölfarben in der Nass-in-Nass-Technik auf die Leinwand und kommentierte dabei seine Arbeitsschritte. 1979 erhielt er für seine Show den Emmy Award.

## Protegé Bob Ross
Bob Ross war ein Schüler Alexanders und wurde von ihm später als Mallehrer für seine Kurse engagiert. Ross moderierte später die von The Magic of Oil Painting inspirierte Sendung The Joy of Painting. Er widmete Alexander die erste Folge der zweiten Staffel seiner Sendung mit folgenden Worten:

“Years ago, Bill taught me this fantastic technique, and I feel as though he gave me a precious gift, and I'd like to share that gift with you.”

„Vor Jahren lehrte mich Bill diese fantastische Technik, und ich habe das Gefühl, dass er mir ein kostbares Geschenk gemacht hat, und ich möchte dieses Geschenk mit euch [den Zuschauern] teilen.“

Alexander allerdings fühlte sich von Ross hintergangen und sagte 1991 der New York Times:

“I trained him and he is copying me – what bothers me is not just that he betrayed me, but that he thinks he can do it better.”

„Ich habe ihn [Bob Ross] ausgebildet und er kopiert mich – was mich stört, ist nicht nur, dass er mich verraten hat, sondern dass er denkt, dass er es besser machen kann.“

Alexander bezog sich hierbei darauf, dass Ross einige seiner individuellen Sprüche (z. B.: happy little trees) benutzt haben und weitere markante Eigenheiten von ihm übernommen haben soll.